# Pouillot de Kulambangra
Phylloscopus amoenus
Espèce
Statut de conservation UICN

 NT D1+2 : Quasi menacé
Le Pouillot de Kulambangra (Phylloscopus amoenus) est une espèce d'oiseau appartenant à la famille des Phylloscopidae.

## Répartition
Cet oiseau est endémique de Kolombangara (îles Salomon).